# 小行星3114
小行星3114（3114 Ercilla）是一颗绕太阳运转的小行星，为主小行星带小行星。该小行星于1980年3月发现。
該小行星以西班牙詩人阿隆索·德·埃爾西利亞命名。

## 轨道参数
小行星3114的轨道半长轴为2.4201149 UA，离心率为0.198。